# ФК Такуарембо
ФК Такуарембо (на испански: Tacuarembó Fútbol Club) е уругвайски футболен отбор от Такуарембо. Отборът представлява обединение от 21 по-малки отбора и представлява едноименния департамент.

## Успехи
- 1х Торнео Рекласификаторио: 2004

## Известни бивши играчи
| - Висенте Санчес |